# وایگولهاوزن
وایگولهاوزن (به آلمانی: Waigolshausen) یک شهر در آلمان است که در بایرن واقع شده‌است.

## خصوصیات
وایگولهاوزن ۲۳٫۷۴ کیلومترمربع مساحت دارد ۲۴۷ متر بالاتر از سطح دریا واقع شده‌است.